# Dorstenia cayapia
Dorstenia cayapia, também conhecido como capiá ou carapiá, é uma espécie de planta do gênero Dorstenia e da família Moraceae.  Seu nome provém do tupi ka'api'á, que em sua etimologia significa folha-testículo (ka'a + api'á).

## Taxonomia
A espécie foi descrita em 1829 por José Mariano de Conceição Vellozo e José Mariano de Conceição Vellozo. 
Os seguintes sinônimos já foram catalogados:  
- Dorstenia opifera  Mart.
- Dorstenia pachecoleoneana  Machado
- Dorstenia paraguariensis  (Hassl.) Carauta

## Forma de vida
É uma espécie terrícola e herbácea. 

## Descrição
| Caule                | Caule               |
| -------------------- | ------------------- |
| caule do tipo        | rizoma subterrâneo  |
| indumento caulinar   | glabro              |
| entrenó              | congesto            |
| estípula             | triangular coriácea |
| estípula nervação    | uninérvea           |
| Folha                |                     |
| pecíolo              | alongado            |
| lâmina foliar        | inteira/cordada     |
| base                 | cordada             |
| margem               | denteada            |
| ápice                | arredondado         |
| Inflorescência       |                     |
| cenanto externamente | verde/amarelo       |
| pedúnculo            | alongado            |
| receptáculo          | circular            |
| margem               | bracteada           |
| franja               | não distinta        |
| Flor                 |                     |
| cor                  | verde/lilás         |
| estaminada           | entre às pistilada  |
| estame               | alvo                |

## Conservação
A espécie faz parte da Lista Vermelha das espécies ameaçadas do estado do Espírito Santo, no sudeste do Brasil. A lista foi publicada em 13 de junho de 2005 por intermédio do decreto estadual nº 1.499-R. 

## Distribuição
A espécie é encontrada nos estados brasileiros de Bahia, Espírito Santo, Goiás, Minas Gerais, Mato Grosso do Sul, Mato Grosso, Pernambuco, Piauí, Paraná, Rio de Janeiro, Rio Grande do Norte, São Paulo e Tocantins. 
A espécie é encontrada nos  domínios fitogeográficos de Caatinga, Cerrado e Mata Atlântica, em regiões com vegetação de caatinga, cerrado e floresta ombrófila pluvial.